# Московский муниципалитет (1812)
Городское правление (муниципалитет) Москвы, было учреждено по приказу Наполеона 24 сентября 1812 года. Позднее, 12 октября 1812 года было обнародовано объявление о создании московской муниципальной полиции (фр. police génèral).

## Структура и задачи муниципалитета и полиции
Муниципалитет находился в доме Румянцева-Задунайского по адресу: улица Маросейка, дом 17. Этот дом сохранился и находится на углу Армянского переулка и Маросейки.
Канцелярия муниципальной полиции находилась в доме Долгорукова на улице Покровка, 4. Здесь же проходил суд над поджигателями.
Задачами муниципалитета и полиции были:
- 1. Обеспечение квартирования войск.
- 2. Обеспечение города продовольствием.
- 3. Забота о госпиталях.
- 4. Вспомоществование бедным.
- 5. Содержание улиц, дорог и мостов.
- 6. Обеспечение безопасности и спокойствия.
- 7. Ве́дение «наказательною полициею и мирным содействием».
- 8. Проведение дважды в неделю заседания муниципального совета, на котором должны обсуждаться меры по реализации задач деятельности муниципалитета.
- 9. Помощь в работе «мастеровых, какой бы нации ни были, назначением им места, где бы им можно было вольно заниматься их рукоделием и работой и платежом за их труды».
- 10. Проведением богослужений в церквях.
- 11. Поиском средств для функционирования городских служб и «содержания жителей оного».
- 12. «Укротить беспокойствие обывателей, ободрить их на предбудущее время и возвратить всеобщее доверие, которое есть единственное средство, чтоб усладить их участь».[1]

Муниципалитет фактически возглавлялся генеральным интендантом (провинциальным префектом) Бартелеми де Лессепсом. Номинальным руководителем муниципалитета был поставлен прежний московский городской голова — Пётр Иванов Находкин. Заместителями мэра Находкина были назначены именитый гражданин Федор Фракман, купец Петр Коробов и надворный советник Бестужев-Рюмин. Как показал позже на допросе Находкин, услышав, что назначается «гражданским головою», попытался отказаться от должности, «но Лессепс сказал, что отменить сего нельзя», так как в противном случае «будет с ними худо».
Муниципалитет разделён на 6 отделений (фр. bureaux), которые возглавлялись товарищами головы.
Задачами отделений были
- 1. Надзор за содержанием дорог, улиц и мостовых (товарищ головы Я. А. Дюлон; помощники — Г. Фе, И. П. Исаев, В. Ф. Коняев).
- 2. Надзор за госпиталями "и попечение, чтобы Богослужению было уважение" (товарищ головы П. И. Коробов; помощники — Г .Н. Кольчугин, И. Кульман, И. К. Козлов).
- 3. Надзор за «состоянием ремесленников и назначение им удобного места для беспрепятственного занятия своею работою» (товарищ головы Е. Меньян (Маньян); помощники — П. П. Находкин, Арбильон (Лардильон), Х. Донорович; позже — И. Переплётчиков).
- 4. Обеспечение размещения войск и квартирования (товарищ головы Ф. Фракман; помощники — Ф. Брион (Бриан), А. Келлер, В. Ю. Бородин).
- 5. Общая безопасность, спокойствие и правосудие (товарищ головы Н. Н. Крок; помощники — Х. Штельцер, Е. Мерман, И. П. Дронов).
- 6. «Продовольствие бедных и попечение больных» (товарищ головы А. Д. Бестужев-Рюмин; помощники — А. Я. Конюхов, И. Переплётчиков, А. Сущов)[1]

Во главе полиции было 2 главных (генеральных) комиссара (обер-полицмейстера): Ф. Виллерс и Пюжо.
Вся территория города была разделена на 20 участков, во главе которых были участковые комиссары (приставы). Ими были назначены: Е. Паланж, Ф. Реми (Рема), И. Бушот, И. Визар, Д. Фабер, Е.(Ж.) Лаланс, Л. Смирнов, А. М. Прево, М. И. Марк, Ф. Ребе, П. Мерсан, У.(Г.) Дро(з), К. Лассан, Н. Борн, И. Чернич, М. С. Мартемьянов, Дамур, Ш(т)рок, П. Морель, Шауверт. Многие комиссары полиции были иностранными подданными (Лаланс, Марк, Ласан и др.). Имелось также от 19 до 21 комиссарских помощника и 4 или 5 переводчиков.

## Формирование муниципалитета и полиции и их деятельность в оккупированной Москве
Формирование муниципалитета и полиции шло параллельно, но как бы муниципалитет рассматривался по отношению к полиции как первостепенный орган.
Из числа 87 российских подданных и проживавших в Москве иностранцев, в муниципалитете и полиции было около 20 иностранцев, 15 чиновников разных рангов, 15 купцов и детей купеческих, 4 военных в отставке, 4 учёных (1 профессор, 1 магистр и 2 учителя), 2 дворовых человека и 1 вольноотпущенный.
Знаками отличия членов муниципалитета должна была стать красная лента через правое плечо и красная лента на левом рукаве. Городской голова, кроме того, должен был носить и белый пояс. Полицейские приставы должны были получить «белые через руку ленты». Впоследствии российские власти расценивали шарфы через плечо и ленты на рукавах как знаки французских орденов, которыми члены муниципалитета и полиции были пожалованы.
На воротах домов сотрудников муниципалитета и полиции крепились специальные таблички, дабы защитить их жилища от разграбления и легко найти их, либо французской администрации, либо москвичам. В частности, у Бестужева-Рюмина была на воротах прибита надпись: «Logement d’adjoint au maitre de la ville» («Резиденция помощника городского мэра»).
Мотивы, заставившие ряд московских жителей принять должности в муниципалитете и полиции, определялись тяжестью и противоречивостью самой ситуации, созданной, во-первых, действиями московских властей, бросивших часть населения на произвол судьбы с одновременной организацией поджогов в городе; во-вторых, самой страшной ситуацией в Москве, возникшей в результате пожаров и грабежей.
Вследствие этого, наиболее распространенными мотивами в действиях москвичей в создании и деятельности муниципалитета и полиции, были:
- принуждение со стороны французского командования;
- стремление обезопасить себя от насилия и получение средств для своих семейств;
- желание значительной части членов муниципалитета, полиции и части оставшегося в Москве духовенства помочь оставшимся соотечественникам;
- желание сотрудничать с оккупантами из корыстных побуждений (Орлов, Позняков, Виллерс и немногие другие);
- не всегда адекватное поведение (Щербачёв).

Мотивы действий Корбелецкого, Вишневского и некоторых других до сих пор не понятны.
В подавляющем большинстве случаев муниципалитет и полиция действовали не в интересах армии Наполеона, а в интересах своих соотечественников. Причина этого заключалась не только в пассивности членов муниципалитета и чинов полиции, но и в том, что французское командование не хотело каких-либо социальных перемен в России.

## Амнистия членов муниципалитета
Некоторая часть служащих муниципалитета и полиции ушла из Москвы вместе с французскими войсками.
После возвращения в Москву русских войск жители, которые работали в оккупационной администрации, по требованию генерал-губернатора Ростопчина подверглись полицейской проверке.
В Центральном историческом архиве Москвы хранится «Дело о наведении справки о русских чиновниках, находившихся на службе у Наполеона».. Среди прочих материалов в деле содержатся оригинальные записи показаний, снятых людьми московского обер-полицмейстера П. А. Ивашкина по требованию Ростопчина в июле 1814 г. с ряда бывших членов французского муниципалитета — П. И. Находкина, И. К. Козлова, И. П. Исаева, В. Ф. Коняева, П. И. Коробова, Я. А. Дюлона и купца Котова.
Отношение русских властей, в том числе в лице Следственной комиссии, к обвинённым в сотрудничестве с оккупантами, было достаточно снисходительным. На первых порах Ростопчин и некоторые другие официальные лица были готовы сурово наказать «предателей». Не состояли в муниципалитете или в полиции, но были привлечены к следствию по подозрению в сотрудничестве с оккупантами коллежский асессор Ф. И. Корбелецкий, отставной действительный статский советник П. И. Загряжский, надворный советник Г. Ф. Вишневский. 
Вскоре Александром I принято решение об амнистии большинству подследственных. 22 муниципальным служащим были назначены  различные наказания. Суровую кару понес только один Позняков (если исключить И. Л. Буржуа и Ф. Пузырёва, бывшего помощником комиссара в Мясницкой части, умерших во время следствия, а также И. Штанникова, скончавшегося в 1815 г.). Он был приговорен к 15 ударами кнутом, вырезанию ноздрей, лишению дворянства, клеймению и отправке в кандалах на каторгу.